# Aleksander Hipolit Śnitowski
Aleksander Hipolit Śnitowski herbu Miesiąc i Strzała – chorąży owrucki w latach 1678-1702.
Był elektorem Augusta II Mocnego z województwa lubelskiego w 1697 roku.